# فياتشيسلاف سينتشينكو
فياتشيسلاف سينتشينكو (بالأوكرانية: Сенченко В'ячеслав Володимирович) مواليد 12 أبريل 1977 في كريمنشوك، بولتافا أوبلاست، الاتحاد السوفيتي، هو ملاكم محترف أوكراني يصنف ضمن فئة وزن الوسط. حقق بطولة رابطة الملاكمة العالمية. شارك في دورة الألعاب الأولمبية الصيفية سنة 2000.

## إحصائيات
خاض خلال مسيرته 39 نزالا، فاز في 37 وخسر في 2. فاز بالضربة القاضية في 25 نزالا.

## روابط خارجية
- فياتشيسلاف سينتشينكو على موقع بوكس ريك (الإنجليزية) (registration required)
- فياتشيسلاف سينتشينكو على موقع اللجنة الأولمبية الدولية (الإنجليزية)
- فياتشيسلاف سينتشينكو على موقع أوليمبيديا (الإنجليزية)